# 어뮤즈먼트
《어뮤즈먼트》(영어: Amusement)는 미국에서 제작된 존 심프슨 감독의 2008년 앤솔러지 슬래셔 비디오 영화이다. 키어 오도널, 캐서린 윈닉, 로라 브레킨리지, 제시카 루커스 등이 출연하였고, 마이크 머카리 등이 제작에 참여하였다.

## 출연
- 키어 오도널
- 캐서린 위닉
  - 칼리 스콧 콜린스
- 로라 브레킨리지
  - 제이딘 굴드
- 제시카 루커스
- 얼리샤 보
- 태드 힐건브링크
- 리드 스콧
- 리나 오언
- 케빈 게이지
- 브레넌 베일리
- 프레스턴 베일리
- 페르넌더 도로기

## 기타 제작진
- 공동 제작: 우디 네디비
- 배역: 조해나 레이
- 미술: 크레이그 스턴스